# Sarothrogastra feai
Sarothrogastra feai är en skalbaggsart som först beskrevs av Auguste Lameere 1912.  Sarothrogastra feai ingår i släktet Sarothrogastra och familjen långhorningar. Inga underarter finns listade i Catalogue of Life.